# Ahasverus cryptophagoides
Ahasverus cryptophagoides es una especie de coleóptero de la familia Silvanidae.

## Distribución geográfica
Habita en Colombia.